# Bughule
Bughulen (også abdomen) udgør den del af kroppen på pattedyr og andre hvirveldyr, som er mellem brystkassen (thorax) og bækkenet (pelvis); i daglig tale også kaldt maven. Hos leddyr er det den bagerste del af kroppen, bag thorax (cephalothorax) og længst fra hovedet..

## Hvirveldyr
Hos hvirveldyr er bughulen det store hulrum, der i daglig tale ofte kaldes maven, der omsluttes af abdominale muskler og rygsøjle, samt i nogle tilfælde de nederste ribben. Bughulen er direkte forbundet med bækkenregionen, men adskilt fra brystkassen af mellemgulvet. Strukturer som aorta, vena cava og spiserør passerer dog igennem mellemgulvet. Både bughulen og bækkenregionen er omsluttet af en membran (parietal peritoneum). Denne membran er forbundet med visceral peritoneum, som omkranser de indre organer.. Hos hvirveldyr ligger størsteparten af de organer, der indgår i fordøjelsessystemet og dele af urinsystemet, i bughulen.

### Organer i bughulen
- Fordøjelseskanalen: maven, tyndtarmen, tyktarmen inkl. blindtarmen.
- Øvrige organer i fordøjelsessystemet: Lever, galdeblære og bugspytkirtel
- Urinsystemet: nyrerne og urinlederen til urinblæren
- Andre organer: Milten

De abdominale organer kan være meget specialiserede hos visse dyr; fx er maven hos drøvtyggere (en underorden af pattedyr) opdelt i fire kamre – rumen, reticulum, omasum og abomasum – med hver deres funktion..

### Bughulen hos mennesker
Hos mennesker er bughulen det største hulrum i kroppen, det deles i to regioner: Den egentlige bughule øverst og bækkenhulen nederst. Bughulens væg består hovedsageligt af muskler og bindevæv og er meget fleksibel. Opadtil afgrænses bughulen fra brystkassen af den muskulære plade, der kaldes mellemgulvet eller diaphragma. Bughulens rumfang kan derfor variere i høj grad, og den kan tilpasses aktuelle behov; fx når urinblæren eller fordøjelseskanalen er fyldt og mest ekstremt under graviditet.
Organer:

Bughulen indeholder størsteparten af de hule organer, som udgør fordøjelseskanalen, og en række faste organer. Mavesækken, tyndtarmen og tyktarmen er direkte forbundne og udgør en samlet kanal, som fører fra spiserøret til endetarmen. Andre organer som leveren og bugspytkirtlen, der fungerer i nær tilknytning til fordøjelsen, er direkte forbundet til kanalen gennem små rør. Milten, nyrerne og binyrerne ligger ligeledes i bughulen sammen med mange blodkar, bl.a. aorta og venae cavae. Afhængig af kilde regnes urinblæren, æggelederen og livmoderen som del af bækken eller bughule.
Bughulevæggen:

En række muskler og bindevæv udgør tilsammen bughulens ydre væg under huden. Den inddeles i tre forskellige zoner: posterior (ryg), lateral (side) og anterior (front). Det inderste lag af væggen består af fedtvæv og fascia, den bindevævshinde, der holder musklerne sammen. Herudover (på nær posterior) er der tre lag af muskler: transversus abdominis, obliquus internus og obliquus externus. Mellem huden og musklerne er der endnu et lag af fedtvæv.
Ydre overflade:

Udvendigt deles bugpartiet frontalt af en vertikal fold, linea alba som passerer navlen. På hver side ligger de store rectimuskler, hvis konturer deles af de horisontale folder, linea transversa. Hos muskuløse personer er de stærkt markerede og kaldes populært en "six-pack".

## Hvirvelløse dyr
Hos hvirvelløse dyr er bugen bygget op af en serie øvre, konkave plader, kaldet tergites, og nedre, konvekse plader, kaldet sternites. De bliver holdt sammen af en sej, men fleksibel membran. Bugen indeholder dyrets fordøjelseskanal og reproduktive organer. Hos de fleste insektordner består den af elleve segmenter, hvor voksne individer dog ofte mangler den ellevte. Hos nogle ordner er antallet af synlige segmenter yderligere reduceret til fx syv hos honningbien og seks hos springhaler.
Bugen er hos visse grupper blevet stærkt modificeret; hos myrer er det første segment af bugen fx blevet føjet sammen med thorax, mens den anden danner et selvstændigt hulrum kaldet petiole. Visse myrearter kan have et yderligere postpetiolært segment. 
I modsætning til andre arthropoder har insekter ingen ben hæftet på bugen i voksen form, dog findes der fx på proturer nogle rudimentære, benlignende udvækster på de tre første segmenter. Mange insektlarver som lepidoptera og symphyta har kødfyldte udvækster, der fungerer som gribefødder ud over de normale ben, der udgår fra thorax.